# 奧蘭治鎮區 (賓夕法尼亞州哥倫比亞縣)
奧蘭治鎮區（英語：Orange Township）是一個位於美國賓夕法尼亞州哥倫比亞縣的一個鎮區。於2000年，奧蘭治鎮區的人口為1,148人。

## 歷史
第一批定居於奧蘭治鎮區的人是在1780年到達奧蘭治鎮區一帶。之後的數十年內，奧蘭治鎮區不斷擴大。於1839年，奧蘭治鎮區的規模終於能夠正式成立，並獲得鎮區這個地位。於1979年，建於1875年的帕特森廊橋被紀錄進國家史蹟名錄中。

## 地理
奧蘭治鎮區的座標為41°05′00″N 76°24′59″W / 41.0834188°N 76.4163325°W （41.0834188, -76.4163325）。
根據美国人口调查局，奧蘭治鎮區的面積為13.1平方英里（34平方），並且沒有水域。

## 人口
根據2000年人口普查，奧蘭治鎮區擁有1,148人口、435戶和344家庭。奧蘭治鎮區的人口密度為87.9人每平方英里（34人每平方公里），而奧蘭治鎮區擁有532間房屋单位，密度為40.8間平方英里（15.7間每平方公里）。佩珀派克的人口是由99.65%白人、0.09%黑人、0.09%亞洲人和0.17%混血构成。西班牙裔或拉丁美洲人佔人口僅為0.17%。
在435戶中，有36.3%擁有一個或以上的兒童（18歲以下）、72.9%為同居夫妻、3.2%為獨居女性、而有20.9%%為非家庭，其中18.2%為獨居。平均每戶有2.64人，而平均每個家庭則有3.01人。在1,148居民中，有25.7%為18歲以下、5.1%為18至24歲、29.8%為25至44歲、27.6%為45至64歲以及11.8%為65歲以上。人口的年齡中位數為40歲，而每100個女性就有98.6個男性。奧蘭治鎮區的一戶收入中位數為$52,917美金，而一個家庭的收入中位數則為$56,875。男性的收入中位數為$34,917，而女性的則為$24,375。奧蘭治鎮區的人均收入為$22,608。約5.0%家庭和5.5%人口收入在貧窮線以下。

## 教育

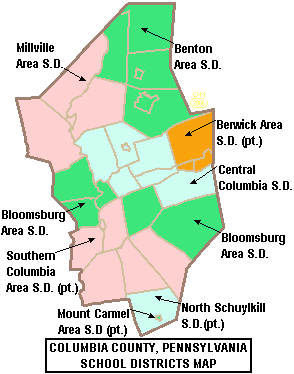
哥倫比亞縣的學區分佈，奧蘭治鎮區位於藍色的中央哥倫比亞學區。

奧蘭治鎮區位於中央哥倫比亞學區。這個學區服務約2,100名學生，並擁有三幢教學樓以及一幢行政大樓。這個學區的擁有一間小學（幼稚園到4年級）、一間初中書院（5年級到8年級）和一間高中書院（9年級到12年級）。
根據標準普爾於2003年的調查，有18.4%學生為經濟弱勢、13.1%學生接受特殊教育服務和71.1%學生通過國家規定的測試。而這個學區平均在每一個學生身上花費了$6,999。於2007年的匹茲堡商業時報賓夕法尼亞州學區排名，中央哥倫比亞學區在499個學區中排第146名。